# Jurnalul unui păpușar de provincie

Jurnalul unui păpușar de provincie este un film documentar românesc din 1993 sau 1994 regizat de Marius-Dumitru Șopterean. Este un film scurt, având doar 24 de minute.
Filmul ne spune povestea lui Călin Nemeș, un cunoscut revoluționar de la 1989 care a ajuns să-și ia viața în 1993.